# Hohentannen
Hohentannen – miejscowość i gmina (Politische Gemeinde) w północno-wschodniej Szwajcarii, w kantonie Turgowia, w okręgu (Bezirk) Weinfelden. Leży nad rzeką Thur.  
Gmina została po raz pierwszy wspomniana w dokumentach w 1256 roku jako Hontannon. W 1275 została wspomniana jako in Hohentannun. 

## Demografia
W Hohentannen mieszkają 654 osoby. W 2021 roku 9,9% populacji gminy stanowiły osoby urodzone poza Szwajcarią.
W 2000 roku 96,9% populacji mówiło w języku niemieckim, 0,9% w języku serbsko-chorwacki, a 0,5% w języku portugalskim.

Zmiany w liczbie ludności na przestrzeni lat przedstawia poniższy wykres:

## Transport
Przez teren gminy przebiega droga główna nr 470.